# 鈴木家住宅 (名古屋市)
鈴木家住宅（すずきけじゅうたく）は、愛知県名古屋市昭和区五軒家町20-2にある邸宅。主屋が登録有形文化財。洋間が付属する洗練された近代和風建築であり、戦前の名古屋市における良質な郊外型住宅とされる。

## 歴史
昭和初期に建てられた。
一時期は大隅鉄工所社長の大隅孝一が所有していた。1952年（昭和27年）から1953年（昭和28年）には、大隅によって玄関棟と座敷棟北側の茶室・付属棟が増築された。
2015年（平成27年）11月17日、主屋が登録有形文化財に登録された。

## 建築
西側が山崎川に面した場所にあり、東側は八事丘陵の住宅地となっている。木造平屋建の座敷棟、座敷棟に接する2階建の洋室棟、玄関棟からなる。座敷棟は中廊下の両側に座敷や台所などがある。敷地入口には桧皮葺の門がある。